# 위스콘신주의 대학 목록
아래는 미국 위스콘신주의 대학 목록이다.
- 위스콘신 대학교 매디슨
- 위스콘신 대학교-밀워키
- 레이클랜드 대학교
- 위스콘신 대학교 리버폴스
- 위스콘신 대학교-스티븐스포인트
- 로렌스 대학교
- 위스콘신 의과 대학

## 같이 보기
- 미국의 대학 목록